# Mladost Apatin
FK Mladost Apatin (serb: ФК Младост Апатин) – serbski klub piłkarski z siedzibą  w mieście Apatin i utworzony w 1928 roku. Obecnie klub występuje w serbskiej IV lidze.

## Znani piłkarze
- Miloš Kosanović
- Miroslav Opsenica
- Igor Petković